# Enicospilus addendus
Enicospilus addendus là một loài tò vò trong họ Ichneumonidae.